# Wiktor Sergejewitsch Rosow
Wiktor Sergejewitsch Rosow (russisch Ви́ктор Серге́евич Ро́зов, wiss. Transliteration Viktor Sergeevič Rozov; * 8. Augustjul. / 21. August 1913greg. in Jaroslawl; † 28. September 2004 in Moskau) war ein bedeutender russischer Dramatiker der Nachkriegszeit. Er schrieb rund 20 Theaterstücke, von denen viele sich an das jugendliche Publikum richteten.

## Leben
Rosow wurde in der Wolga-Metropole Jaroslawl als Sohn eines Buchhalters geboren. 1918 brannte während der Unruhen im Vorfeld des Russischen Bürgerkrieges das Haus der Familie ab, woraufhin die Rosows zunächst in das Städtchen Wetluga und später nach Kostroma zogen. Dort schloss Wiktor neun Schulklassen ab und arbeitete daraufhin in einer Textilfabrik. 1932 bis 1933 studierte er an einer Berufsschule in Kostroma, parallel widmete er sich jedoch zunehmend dem Theaterwesen: Zunächst betätigte sich Wiktor Rosow als Amateurschauspieler am Kinder- und Jugendtheater von Kostroma, 1934 ging er dann nach Moskau, wo es ihm gelang, ein Studium an der Schauspielschule des Theaters der Revolution aufzunehmen.

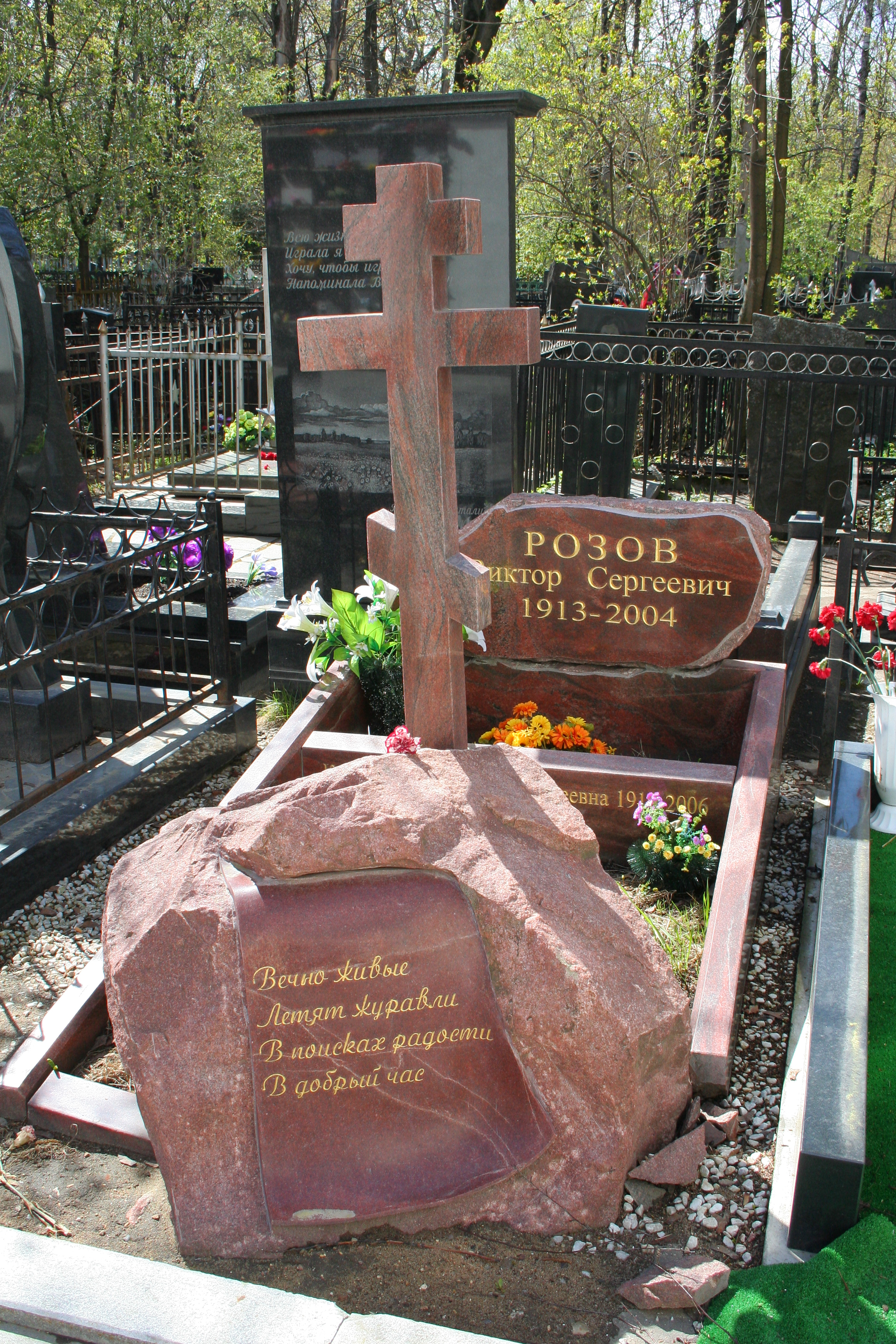
Rosows Grab in Moskau

Nach vier Jahren schloss Rosow das Studium ab und spielte einige Monate lang innerhalb des Reservekaders des Theaters der Revolution. Nach dem Ausbruch des Zweiten Weltkriegs wurde er an die Front berufen, wo er im Herbst 1941 in der Nähe von Wjasma schwer verwundet wurde. Nach Entlassung aus dem Krankenhaus, die erst im Sommer 1942 erfolgte, kehrte Rosow nach Kostroma zurück, wenig später nahm er ein Fernstudium der Dramaturgie am Moskauer Maxim-Gorki-Literaturinstitut auf. Im weiteren Verlauf der 1940er-Jahre betätigte sich Rosow in mehreren Theater-Wandertruppen sowie am Jugendtheater in Alma-Ata, letzteres in Zusammenarbeit mit der bekannten Regisseurin Natalija Saz.
Noch während seines Aufenthaltes in Kostroma schrieb Rosow sein erstes Theaterstück mit dem Namen Die ewig Lebenden (russ. Вечно живые). Es handelt sich dabei um ein Liebesdrama, in dem Rosow auch sein eigenes Erleben der Kriegszeit verarbeitete. Dieses Drama diente im Jahr 1957 als Vorlage für den sowjetischen Film Die Kraniche ziehen (Летят журавли), der auch außerhalb der Sowjetunion Bekanntheit erlangte.
Sein Studium am Moskauer Literaturinstitut konnte Rosow erst 1953 in vollem Umfang absolvieren. 1958 wurde er dort Seminarleiter im Fach Dramaturgie (zusammen mit Inna Wischnewskaja) und erhielt 1973 den Professorentitel. Zu seinen Studenten gehörte Nina Sadur. Von Ende der 1940er- bis in die 1980er-Jahre verfasste Rosow rund zwei Dutzend Theaterstücke, von denen mehrere als Vorlage für Spielfilm-Drehbücher dienten. Rosow war Mitglied des Sowjetischen Schriftstellerverbandes und seit 1958 Redaktionsmitglied der bekannten Jugendzeitschrift Junost.
Rosow war mit der sechs Jahre jüngeren Nadeschda Koslowa verheiratet und zog zwei Kinder groß, die beide ebenfalls Theaterkarriere machten. Sein Grab befindet sich auf dem Wagankowoer Friedhof in Moskau.

## Werk
Bei Rosows Stücken handelt es sich zu einem großen Teil um Dramen, die eher Jugendliche und junge Erwachsene als Zielgruppe haben. Eingebettet in den sowjetischen Alltag weisen die Handlungen einen sozial-psychologischen Charakter auf, die Hauptfiguren sind typischerweise auf der Suche nach sich selbst, sie rebellieren manchmal regelrecht gegen die Werte der „spießbürgerlichen“ Gesellschaft. Oft vereinen die Stücke Elemente der Liebesdramatik mit Humor. Für sein Werk wurde Wiktor Rosow mehrfach ausgezeichnet, darunter mit dem Orden des Roten Banners der Arbeit, dem Orden des Vaterländischen Krieges I. Klasse, dem Verdienstorden für das Vaterland sowie dem Orden „Für die Barmherzigkeit“ der Russisch-Orthodoxen Kirche.

### Theaterstücke
- Вечно живые (1943; dt. Die ewig Lebenden)
- Её друзья (1949; dt. Ihre Freunde)
- Страницы жизни (1953; dt. Seiten des Lebens)
- В добрый час! (1954; dt. Hals- und Beinbruch)
- В поисках радости (1957; dt. Auf der Suche nach Freude)
- Неравный бой (1960; dt. Ungleicher Kampf)
- Перед ужином (1961; dt. Vor dem Abendessen)
- В дороге (1962; dt. Unterwegs / Auf dem Wege)
- В день свадьбы (1964; dt. Am Tage der Hochzeit)
- Затейник (1966; dt. Der Kulturleiter)
- Традиционный сбор (1967; dt. Klassentreffen)
- Шутник (1967; dt. Spassmacher)
- С вечера до полудня (1970; dt. Vom Abend bis zum Mittag)
- Мальчики / Брат Алёша (1971; dt. Bruder Aljoscha)
- Ситуация (1973; dt. Situation)
- Четыре капли (1974; dt. Vier Tropfen)
- Гнездо глухаря (1978; dt. Das Nest des Auerhahns)
- Кабанчик (1981; dt. Der Frischling)
- Дома (1989; dt. Zuhause)
- Скрытая пружина (1989)
- Гофман (1991)

## Eponyme
Der am 8. September 1980 entdeckte Asteroid (4070) Rozov wurde 1994 nach ihm benannt.